# Tottuki Misaki
Tottuki Misaki är en udde i Antarktis. Den ligger i Östantarktis. Norge gör anspråk på området.
Terrängen inåt land är kuperad åt sydost, men västerut är den platt. Havet är nära Tottuki Misaki åt nordväst. Trakten är glest befolkad. Närmaste befolkade plats är Showa Station, 14,2 kilometer sydväst om Tottuki Misaki. 